# Паутина преступления
«Паутина преступления» (англ. The Crooked Web) — фильм нуар режиссёра Натана Юрана, который вышел на экраны в 1955 году.
Фильм рассказывает о внешне добропорядочном владельце небольшого ресторана в Лос-Анджелесе (Фрэнк Лавджой), к которому подсылают двух правительственных агентов (Мари Бланчард, Ричард Деннинг) с тем, чтобы выманить его в Германию, где он должен предстать перед судом за совершённое им там восемь лет назад убийство.
Фильм получил невысокие оценки критики, отметившей интересный сюжетный поворот в картине, но при этом некоторую надуманность сценария и медленный, тяжеловесный ход повествования.

## Сюжет
В Лос-Анджелесе ветеран войны, мягкий и дружелюбный Стэн Фабиан (Фрэнк Лавджой) управляет собственным кафе «драйв-ин». У него работает официанткой привлекательная Джоуни Дэниел (Мари Бланчард), в которую Стэн влюблён. Однажды к Джоуни по пути в Чикаго неожиданно заезжает её брат Фрэнк (Ричард Деннинг), чтобы попросить у неё денег для осуществления «выгодного дела», однако в присутствии Стэна она ему отказывает. Вечером все трое идут в ресторан, где Стэн признаётся Фрэнку, что хочет жениться на Джоуни, однако она не даёт ему согласия, считая недостаточно обеспеченным. После ужина Стэн отвозит Джоуни домой, после чего везёт Фрэнка в гостиницу. По дороге Стэн просит его рассказать о «выгодном деле». Фрэнк рассказывает, что во время Второй мировой войны он вместе с партнёром Рэем Торресом (Стивен Ритч) спрятал в Германии клад из золотых изделий на сумму 200 тысяч долларов. В данный момент он ищет 3 тысячи долларов на оплату поездки в Германию, чтобы забрать клад. Стэн говорит, что готов профинансировать поездку, однако Фрэнк не даёт ему окончательного ответа и выходит около гостиницы. Позднее тем же вечером Фрэнк приезжает к Джоуни домой, где они страстно обнимаются и целуются. Становится ясно, что они не брат и сестра, а влюблённые, которые уже много месяцев живут раздельно из-за задания, которое выполняет Джоуни. На следующее утро Фрэнк соглашается взять у Стэна деньги на поездку в Германию, взамен обещая расплатиться с ним половиной своей доли сокровищ, что даст возможность Стэну жениться на Джоуни. Стэн соглашается при условии, что Доуни поедет вместе с ними.
Втроём они приезжают в Чикаго, где Фрэнк встречает Торреса и приглашает в машину, где рассказывает о том, что Стэн профинансирует их поездку, за что получит часть сокровищ из его доли. Когда Торрес начинает категорически возражать против привлечения к делу новых людей, Фрэнк достаёт револьвер и хладнокровно убивает его, а затем выбрасывает его тело на обочину дороги. Стэн и Джоуни шокированы этим убийством, однако Фрэнк утешает их тем, что так будет даже лучше, поскольку все деньги останутся в семье. Успокоившись, они втроём продолжают путь в Нью-Йорк, когда слышат по радио сообщение о том, что найдено тело убитого мужчины, и в этой связи разыскивают двух мужчин и женщину, которых видели последними вместе с ним в машине. После этих слов Фрэнк предлагает разделиться, чтобы не вызвать подозрения полиции. Он высаживает Стэна на автозаправочной станции, чтобы тот продолжил путь на такси, а сам уезжает вместе с Джоуни. По дороге Фрэнк и Джоуни заезжают в дорогой особняк, где их принимает адвокат Том Джексон (Ван Дес Отелс), доверенное лицо миллионера Ричарда Аттертона (Рой Гордон). Когда они заходят в кабинет, то видят, как Том расплачивается с Торресом, который лишь сыграл роль партнёра Фрэнка, при этом пули, которыми Фрэнк в него стрелял, были холостыми. После ухода Торреса Том проводит Фрэнка и Джоуни в кабинет Аттертона, где тот знакомит их с шефом берлинской полиции герром Кёнигом (Джон Майлонг), который обещает оказать Фрэнку и Джоуни поддержку во время их миссии в Европе. Далее Фрэнк рассказывает приглашённым Аттертоном заинтересованным лицам о существе дела. В первые месяцы после окончания Второй мировой войны Фрэнк служил в американской военной полиции в Берлине, куда поступил сигнал о том, что группа американских солдат похищает дефицитные товары и продаёт их на чёрном рынке. Фрэнк вместе с группой военных полицейских, в которую входил и лейтенант Аттертон-младший, выехала на склад, чтобы задержать преступников. В ходе задержания возникла перестрелка, в ходе которой сын Аттертона был убит, однако никого из преступников задержать не удалось. Последующее расследование показало, что Аттертон-младший был застрелен со спину и с близкого расстояния из американской винтовки. Баллистическая экспертиза оружия, которая заняла несколько недель, установила, что оружие принадлежало Стэну Фабиану, который служил поваром одного из подразделений. Однако к этому времени Стэн уже был с почётом демобилизован, и таким образом по закону его было нельзя преследовать за это преступление в уголовном порядке на территории США. Однако он будет привлечён к ответственности и арестован в случае, если окажется на немецкой земле.
Фрэнк вместе с Джоуни приезжает к Стэну в Нью-Йорк, доставая места для всех троих на торговом судне. Через несколько дней после отплытия Фрэнк на глазах у Стэна сталкивается на палубе со своим боевым товарищем Доном Гилленом (Джордж Кисар). С помощью Джоуни с большим трудом Фрэнку удаётся избавиться от Дона, не выдав себя в глазах Стэна. По прибытии в Англию сотрудники Скотленд-Ярда быстро уводят Дона из порта, чтобы он не успел показать Фрэнка встречающим его однополчанам. Затем Фрэнк, Стэн и Джоуни летят во Франкфурт, где покупают машину и поздно вечером приезжают на кладбище, расположенное на территории усадьбы фон Раймера. Там Фрэнк находит могильную плиту, из-под которой после непродолжительных раскопок извлекает на поверхность ящик с золотыми украшениями. Фрэнк достаёт из ящика и показывает Стэну золотой подсвечник. В этот момент они слышат шум приближающейся охраны, после чего Фрэнк требует немедленно снова закопать ящик, обещая вернуться за ним в ближайшие дни. На следующий день Фрэнк привозит Стэна к кузнецу герру Шмидту (Луис Меррилл), который демонстрирует разводной ключ, который он выплавил из золотого подсвечника, переданного вчера ему Фрэнком. Партнёры договариваются о том, что Шмидт сделает из всего золота металлические инструменты, чтобы в таком виде они смогли бы вывезти их за рубеж.
С утра все трое отдыхают на пляже, откуда Фрэнк под благовидным предлогом уезжает к Кёнигу, который сообщает, что через два дня американские ВВС займут под свою базу всю усадьбу фон Раймера, и тогда попасть на кладбище будет практически невозможно. Тем временем на пляже Стэн в разговоре с Джоуни высказывает опасение, что Фрэнк намерен присвоить всё золото себе. Чтобы опередить Фрэнка, Стэн уговаривает Джоуни поехать этим же вечером на кладбище, выкопать и забрать клад. В тот момент, когда Стэн откапывает сокровища, неожиданно появляется Фрэнк, выражая возмущение его предательством. Тут же появляются и люди Кёнига, и вся троица вынуждена бежать. В машине Джоуни, чтобы больше расположить к себе Стэна, заявляет Фрэнку, что это была её идея забрать золото сегодня. На следующее утро Стэн заходит в комнату Фрэнка, чтобы извиниться, где видит у того в бумажнике немецкий полицейский значок, который ему подарил Кёниг. Чтобы выйти из трудного положения, Фрэнк сочиняет историю, что попросил Шмидта сделать ему этот значок, чтобы у них был беспрепятственный доступ на кладбище, обещая на следующий день сделать такой же значок и для Стэна. Вечером, когда все трое отдыхают в местном пивном баре, Фрэнк замечает среди посетителей знакомого американского офицера по кадрам Майка Янковича (Гарри Лотер). Когда Стэн выходит на несколько минут, Фрэнк подходит к Майку и вступает с ним в разговор, а затем представляет его вернувшемуся Стэну.
На следующий день Фрэнк и Стэн подъезжают к усадьбе фон Раймера и видят, что вокруг неё выставлено ограждение и стоит американская вооружённая охрана. У охранника Фрэнк и Стэн узнают, что на территории усадьбы развернута лаборатория ВВС США, и вход на территорию теперь запрещён. Неунывающий Фрэнк предлагает, чтобы он через Майка снова записался в армию с тем, чтобы получить доступ на территорию усадьбы. Фрэнк планирует извлечь клад, а затем сбежать из армии. Джоуни выражает опасение, что в таком случае его поймают и будут судить как дезертира, однако Фрэнк отвечает, что после убийства Торреса ему ничего не страшно. Фрэнк и Стэн вместе приходят в пункт по набору в армию США, где Фрэнк на глазах у Стэна оформляет необходимые документы, а затем направляется на медкомиссию. К удивлению Фрэнка и Стэна, военный врач заявляет, что Фрэнка не могут восстановить на службе из-за проблем с сердцем. Тогда Фрэнк умоляет Стэна, чтобы тот восстановился на службе, но тот категорически отказывается. В этот момент появляется Джоуни, и, услышав, что Стэн отказывается поступать на службу, зная, что в таком случае они останутся без клада, объявляет о разрыве их договорённости о свадьбе. Стэн догоняет в коридоре уходящую Джоуни и сознаётся ей, что не может поступить на службу из-за убийства, которое совершил десять лет назад. В этот момент появляется Кёниг и другие офицеры полиции, заявляя, что признание Стэна записано и будет использовано как доказательство его вины в убийстве Аттертона-младшего в суде. Стэна арестовывает и уводит полиция, а некоторое время спустя Джоуни и Фрэнк празднуют завершение дела и собственную помолвку.

## В ролях
- Фрэнк Лавджой — Стэнли Фабриан
- Мари Бланчард — Джоуни Дэниел
- Ричард Деннинг — Фрэнк Дэниел
- Джон Майлонг — герр Кёниг
- Гарри Лотер — сержант Майк Янкович
- Стивен Ритч — Рамон «Рэй» Торрес
- Лу Меррилл — герр Шмитт
- Винс Барнетт — Эд (в титрах не указан)

## Создатели фильма и исполнители главных ролей
Сценарист Лу Бреслоу в период с 1920 по 1955 год написал сценарии 65 фильмов, 43 из которых были комедиями. Среди них — детективная комедия «Он сказал „Убийство“» (1945), комедия «Эбботт и Костелло в Голливуде» (1945), романтическая комедия «Мертон из фильмов» (1947) и семейная комедия «Бонзо пора спать» (1951). Фильм «Преступная сеть» стал последней работой Бреслоу в кино.
Как пишет историк кино Пол Мэвис, Натан Юран был «надёжным режиссёром жанровых фильмов», таких как «Смертельный богомол» (1957), «20 миллионов миль от Земли» (1957) и «Седьмое путешествие Синдбада» (1958).
Актёр Фрэнк Лавджой был известен по таким нуаровым триллерам, как «В укромном месте» (1950), «Звук ярости» (1950), «Я был коммунистом для ФБР» (1952), «Автостопщик» (1953) и «Кафе на 101-й улице» (1955).

## Оценка фильма критикой

### Общая оценка фильма
Фильм получил в основном невысокие оценки критики. Так, Журнал TV Guide в своей рецензии обратил внимание на «надуманный сюжет,… медленный ход повествования и довольно слабую постановку». Современный историк кино Леонард Молтин назвал картину «тяжеловесным повествованием о правительственном агенте, который заманивает главного подозреваемого вернуться на место его преступления в Германию». Спенсер Селби заметил лишь, что картина рассказывает о том, как «ресторатора заманивают обратно в Германию обещанием закопанных там военных сокровищ». Майклу Кини сюжет фильма показался «потенциально интересным, напомнив о сериале „Миссия невыполнима“». Однако, по его мнению, всё «разрушает глупость трёх главных персонажей».
Пол Мэвис описал картину как «стандартный нуар чуть выше среднего с актёрским составом выше уровня категории В». По его мнению, «фильму удаётся обмануть зрителя потрясающим сюжетным поворотом, который совершенно неожидан. Но, к сожалению, Бреслоу и Юран ограничиваются этим крутым ходом», и им не удаётся развить визуальный и тематический потенциал фильма. Таким образом, «хороший сюжет со сменой героя в конечном итоге этим и ограничивается», хотя мог иметь более увлекательное продолжение. Вместо этого, по словам Мэвиса, «мы едем в Германию (которая сделана из студийных декораций и хроникальных кадров), где всё в конце концов становится обыденным и предсказуемым. А жаль… но смотреть всё равно приятно».
Мэвис отметил также, что Бреслоу и Юрану прекрасно удалось придать основным персонажам нуаровую дуалистичность. Так, красавица-агент в исполнении Бланчард предстаёт «бесстыдной и алчной гарпией», «вкрадчивый и льстивый Деннинг выглядит как человек с опасными намерениями», а «флегматичный добрый малый Лавджой смотрится прирождённым арбитром, готовым простить и забыть любую мелочь».